# Preignan
Preignan (gaskognisch Prenhan) ist eine französische Gemeinde mit 1.217 Einwohnern (Stand 1. Januar 2022) im Département Gers in der Region Okzitanien (vor 2016 Midi-Pyrénées). Sie gehört zum Arrondissement Auch und zum Kanton Gascogne-Auscitaine. Preignan ist zudem Mitglied des 2001 gegründeten Gemeindeverbands Grand Auch Cœur de Gascogne.

## Lage
Preignan liegt etwa neun Kilometer nordnordöstlich von Auch im Zentrum des Départements Gers, am Fluss Gers, nahe der Einmündung seines Nebenflusses Arçon. Umgeben wird Preignan von den Nachbargemeinden Sainte-Christie im Norden, Mirepoix im Nordosten, Montaut-les-Créneaux im Süden und Osten, auch im Süden und Südwesten sowie Roquelaure im Westen.

## Bevölkerungsentwicklung
| Jahr      | 1962 | 1968 | 1975 | 1982 | 1990 | 1999 | 2006 | 2018 |
| Einwohner | 188  | 183  | 312  | 499  | 793  | 961  | 1015 | 1263 |

Quellen: Cassini und INSEE; heutiges Gemeindegebiet

## Sehenswürdigkeiten
- romanische Kirche Saint-Étienne aus dem 16. Jahrhundert
- Kartause von Pastissé
- Burgruine von Preignan

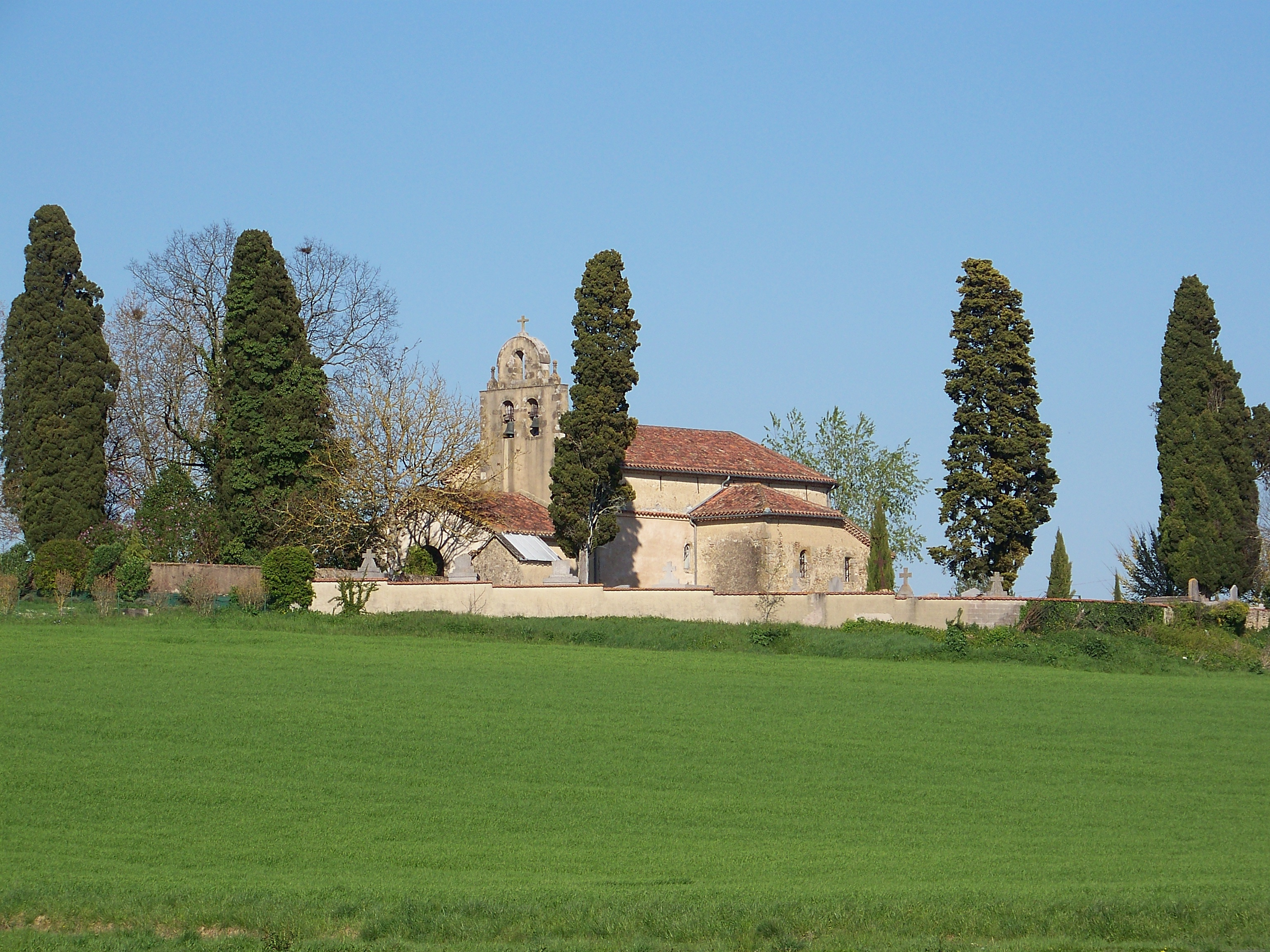
Kirche Saint-Étienne
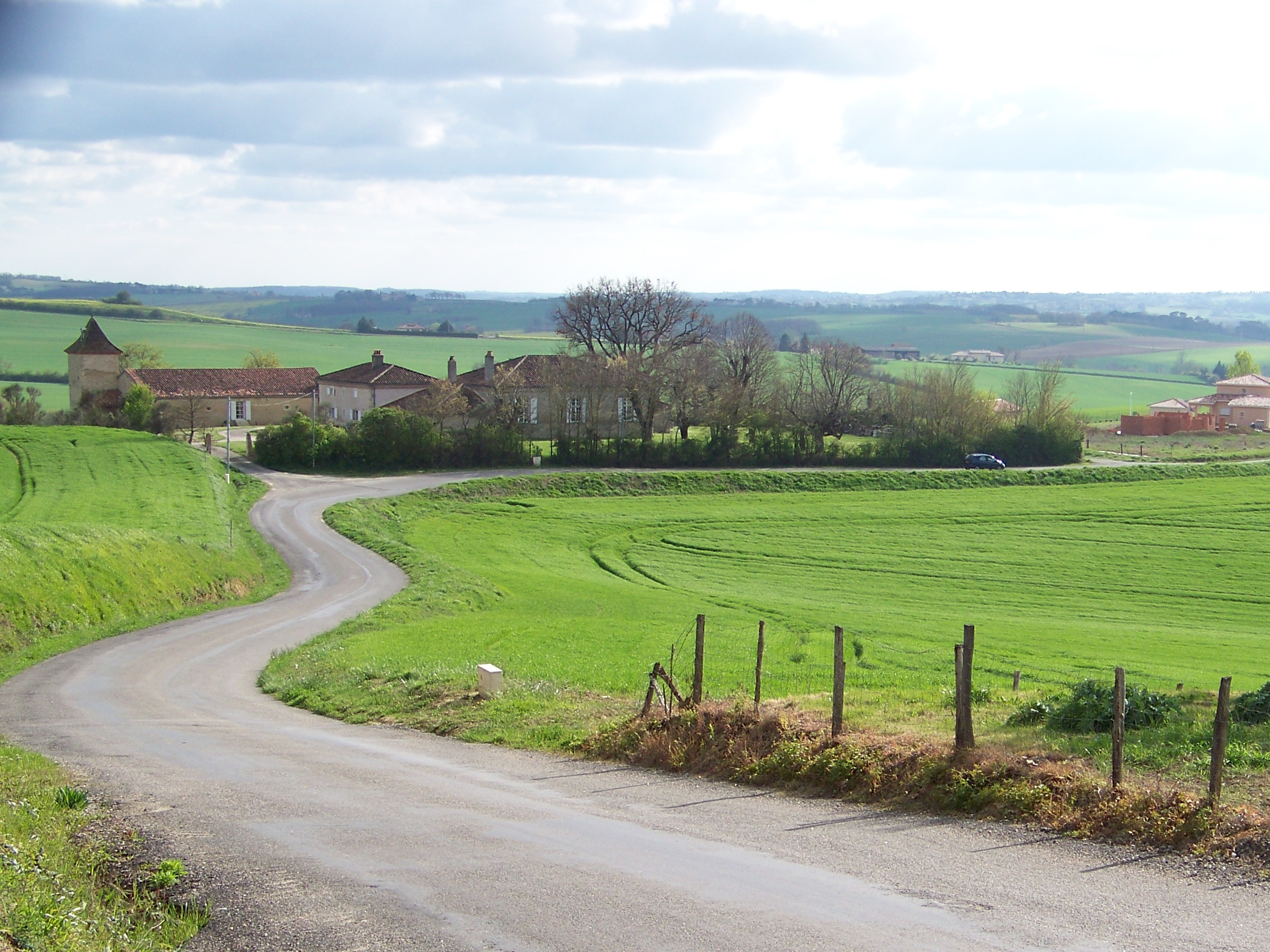
Kartause von Pastissé
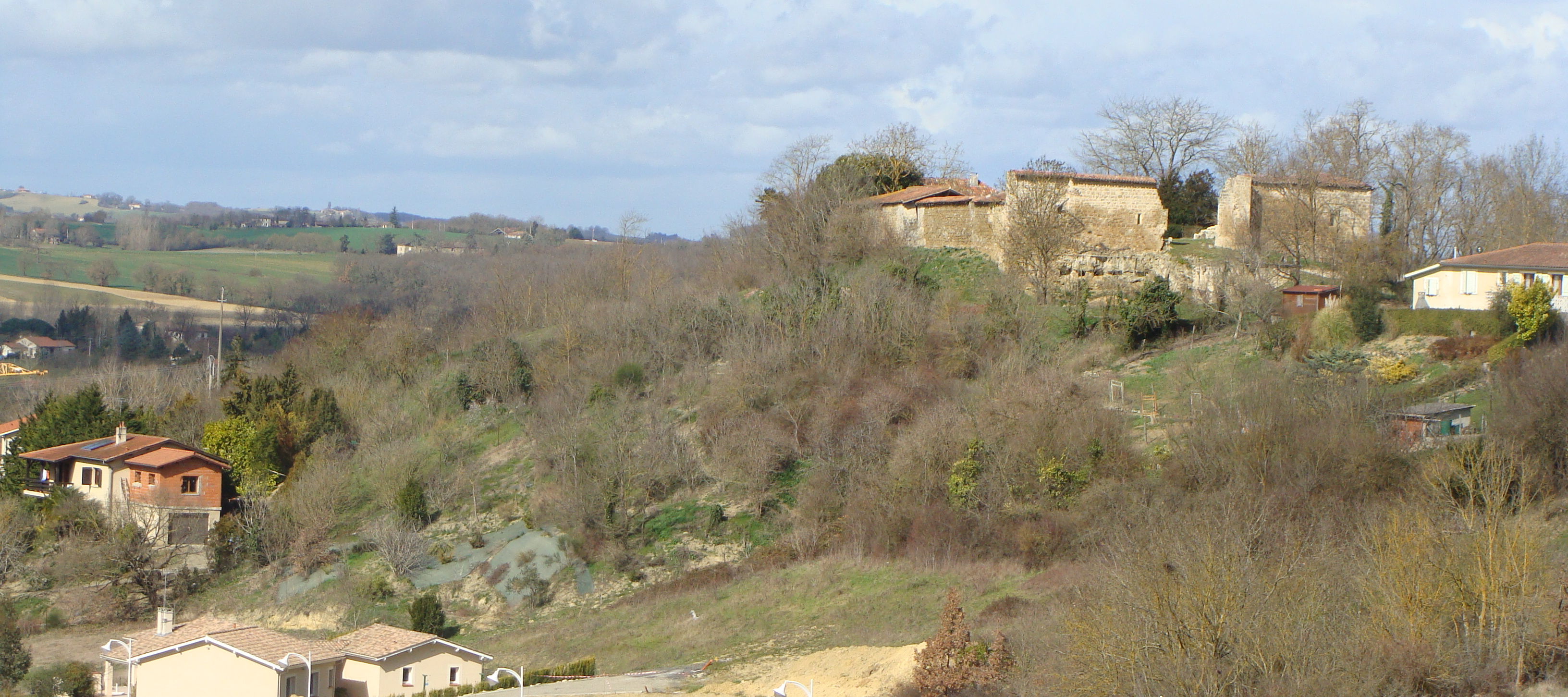
Burgruine von Preignan

## Gemeindepartnerschaften
Mit der spanischen Gemeinde Corral de Calatrava in der Region Kastilien-La Mancha seit 1997 und mit der französischen Gemeinde Vic-Fezensac im Département Gers seit 2009 bestehen Partnerschaften.